# Agustín García-Gasco Vicente
 Der er for få eller ingen kildehenvisninger i denne artikel, hvilket er et problem. Du kan hjælpe ved at angive troværdige kilder til de påstande, som fremføres i artiklen.

Agustín García-Gasco Vicente (født 12. februar 1931 i Corral de Almaguer i Spanien, død 1. maj 2011) var en af Den katolske kirkes kardinaler, og ærkebiskop af Valencia i Spanien. Han blev biskop der i 1992. 
Den 17. oktober 2007 bekendte pave Pave Benedikt 16. at han ville blive kreeret til kardinal ved et konsistorium planlagt den 24. november samme år. Han blev pensioneret fra sin stilling som ærkebiskop i Valencia den 8. februar 2008 da han fyldte 80. 